# ببلنغ تحت الهوت 100 الأغاني المنفردة
ذا ببلنغ تحت الهوت 100 الأغاني المنفردة (المعروف سابقاً باسم ببلنغ تحت الهوت 100) هو رسم بياني يصدر أسبوعياً من قبل مجلة بيلبورد في الولايات المتحدة. الرسم البياني هذا يشمل الأغاني التي لم تدخل حتى الآن على بيلبورد هوت 100. تستند مراكز هذا الرسم البياني على البث الإذاعي والمبيعات.
رسم ببلنغ تحت الهوت 100 الأغاني المنفردة البياني يحتوي على خمسة وعشرين مركزاً.